# Tordylium siifolium
Tordylium siifolium är en flockblommig växtart som beskrevs av Giovanni Antonio Scopoli. Tordylium siifolium ingår i släktet Tordylium och familjen flockblommiga växter. Inga underarter finns listade i Catalogue of Life.